# Torpeda Mark 39
Torpeda Mark 39 amerykańska ciężka torpeda do zwalczania okrętów podwodnych, przenoszona przez okręty podwodne. Stanowiła przewodowo sterowaną wersję torpedy Mark 27 Mod 4. Modyfikacja obejmowała bęben kabla i związane ze sterowaniem przewodowym urządzenia oraz system napędowy